# Spoorlijn Köln-Mülheim - Köln-Kalk
De spoorlijn Köln-Mülheim - Köln-Kalk is een Duitse spoorlijn en is als spoorlijn 2660 onder beheer van DB Netze.

## Geschiedenis
Het traject werd door de Bergisch-Märkische Eisenbahn-Gesellschaft geopend tussen 1872 en 1886. Het traject is na de nationalisatie van de Duitse spoorwegen tweemaal verlegd, in 1909 werd het voormalige Mülheim Rheinisch het centrale station in Köln-Mülheim. Na de opening van het nieuwe station Köln Deutz in 1913, waar de lijn langs de onderste perrons 11 en 12 loopt, werd het tracé langs de Rijn gesloten en opgebroken. Thans is de lijn met name in gebruik voor langeafstandsverkeer oostelijk van de Rijn, waarbij treinen zonder kopmaken kunnen stoppen in station Köln Messe/Deutz.

## Treindiensten
De Deutsche Bahn verzorgt het personenvervoer op dit traject met ICE treinen.
| Serie  | Treinsoort                         | Route | Bijzonderheden |
| ------ | ---------------------------------- | --- | --- |
| ICE 41 | InterCityExpress (DB Fernverkehr)  | [ Dortmund Hbf – Bochum Hbf – Essen Hbf – Duisburg Hbf – Düsseldorf Hbf – Köln Messe/Deutz – Siegburg/Bonn – Montabaur – Limburg Süd – Frankfurt (Main) Flughafen Fernbahnhof – Frankfurt (Main) Hbf – Aschaffenburg Hbf ] / [ Darmstadt Hbf – Frankfurt (Main) Hbf – Frankfurt (Main) Flughafen Fernbahnhof – Limburg Süd – Montabaur – Siegburg/Bonn – Köln Messe/Deutz – Düsseldorf Hbf – Duisburg Hbf – Essen Hbf – Bochum Hbf – Dortmund Hbf – Hamm (Westf) – Soest – Lippstadt – Paderborn Hbf – Altenbeken – Warburg (Westf) – Kassel-Wilhelmshöhe – Fulda ] – Würzburg Hbf – Nürnberg Hbf – München Hbf – Tutzing – Murnau – Oberau – Garmisch-Partenkirchen | Elk uur tussen Dortmund en München. Éénmaal per dag vanaf Darmstadt via Dortmund en Kassel naar München. Één trein op zaterdag door tot Garmisch-Partenkirchen. |
| ICE 47 | Intercity-Express (DB Fernverkehr) | Dortmund Hbf – Bochum Hbf – Essen Hbf – Duisburg Hbf – Düsseldorf Hbf – Köln Messe/Deutz – Köln/Bonn Flughafen – Frankfurt (Main) Flughafen Fernbahnhof – Mannheim Hbf – Stuttgart Hbf – Ulm Hbf – Augsburg Hbf – München-Pasing – München Hbf | |

## Aansluitingen
In de volgende plaatsen is of was er een aansluiting op de volgende spoorlijnen:
Köln-Mülheim
DB 2650, spoorlijn tussen Keulen en Hamm
DB 2652, spoorlijn tussen Köln Messe/Deutz en Köln-Mülheim
DB 2653, spoorlijn tussen Köln Messe/Deutz en Köln-Mülheim
DB 2658, spoorlijn tussen Köln Messe/Deutz en Köln-Mülheim
DB 2659, spoorlijn tussen Köln Messe/Deutz en Köln-Mülheim
DB 2663, spoorlijn tussen Köln-Mülheim en Bergisch Gladbach
DB 2670, spoorlijn tussen Keulen en Duisburg
DB 2730, spoorlijn tussen Gruiten en Köln-Mülheim
Köln-Deutz Nord
DB 21, spoorlijn tussen Köln-Deutz Nord en Köln-Deutz Schiffbrücke
DB 36, spoorlijn tussen de aansluiting Buchheimerweg en Köln Deutz Nord
DB 9616, spoorlijn tussen Köln-Deutz Nord en Köln-Mülheim Hafen
Köln-Deutz Schiffbrücke
DB 21, spoorlijn tussen Köln-Deutz Nord en Köln-Deutz Schiffbrücke
aansluiting Gummersbachstraße
DB 2651, spoorlijn tussen Keulen en Gießen
Köln-Kalk
DB 2641, spoorlijn tussen Köln Süd en Köln-Kalk Nord
DB 2651, spoorlijn tussen Keulen en Gießen

## Elektrische tractie
Het traject werd geëlektrificeerd met een wisselspanning van 15.000 volt 16⅔ Hz.